# Dare to Be Different (Lied)
Dare to Be Different (englisch für Trau dich anders zu sein) ist ein Lied des deutschen Sängers und Tänzers Trong Hieu. Mit dem Popsong nahm Trong am deutschen Vorentscheid zum Eurovision Song Contest 2023 Unser Lied für Liverpool teil und belegte dort den vierten Platz.

## Entstehung
Trong schrieb den Song gemeinsam mit Sasha Rangas, Stefan von Leijsen und Elsie Bay.

## Bei Unser Lied für Liverpool
→ Hauptartikel: Unser Lied für Liverpool
Am 3. März 2023 nahm Trong an Unser Lied für Liverpool teil, der deutschen Vorentscheidung zum Eurovision Song Contest 2023. Er war einer von acht Teilnehmern und trat mit der ersten Startnummer auf. Er erreichte mit insgesamt 71 Punkten den vierten Platz, davon 52 von der Jury (vierter Platz) und 19 vom Publikum (sechster Platz).